# Aryaman
Ariamán es uno de los dioses védicos (devas) más antiguos.
Es el tercer hijo de la diosa Aditi, por lo que es conocido como uno de los Aditias (deidades solares).
Es jefe de los pitris (antepasados fallecidos, que según el Rig-veda se debían adorar) y de la Vía Láctea (llamada en sánscrito aryamṇáḥ panthah, ‘el sendero de Ariamán’).
Se lo invoca comúnmente junto con las deidades Varuna y Mitra, también con Bhaga, Brijás Pati y otros.
En el Rig-veda (el texto más antiguo de la India, de mediados del II milenio a. C.) existen dos grandes grupos de dioses: los devas y los asuras. A diferencia de los textos puránicos (que se empezaron a componer en el siglo III d. C.) y en la religión hinduista, los asuras aún no habían sido demonizados. Ariamán en el Rig-vedá es un asura, al igual que Mitra y Varuna. Aditi es la madre de los asuras, dirigidos por Varuna y Mitra.
En la actualidad, los votos matrimoniales en el hinduismo se administran con una invocación para que Ariamán sea testigo del evento.

## Nombre sánscrito
- aryaman, en el sistema AITS (alfabeto internacional para la transliteración del sánscrito).
- अर्यमन्, en escritura devanagari del sánscrito.
- Pronunciación: /ariamán/.[1]
- Etimología: proviene de aria: ario, amo, señor, amable, favorable.[1]

## Significados, según el diccionario sánscrito de Monier Monier-Williams
- Ariamán: amigo íntimo, amigo de juegos, compañía, especialmente el amigo que pide la mano de una mujer para casarse con su amigo. Según el Rig-veda, el Átharva vedá, el Shatapatha-bráhmana y el Taittiríia-bráhmana.[1]
- Ariamán: uno de los Aditias, que comúnmente se invoca junto con Váruna y Mitra, o también con Bhaga, Brijas-Pati y otros.[1]
  - Es el jefe de los manes. Según el Bhagavad-gītā (siglo III a. C.).[4]
- aryamṇá pánthā (‘el sendero de Ariamá’): la Vía Láctea, considerada propiedad de Ariamá. Según el Taitiriia-brahmana.[1]
- Ariamá preside sobre el nakshatra uttara phalguni. Según el Bṛihat saṃhitā de Varaja Mijira.[1]
- Su nombre se usa para formar distintos nombres masculinos. Según el gramático indio Panini (siglo V a. C.) 5.3.84 y Rig-veda.[1]
- el Sol.[1]
- la planta Asclepias. Según lexicógrafos.[1]
- ariamá-gṛihapati: que tiene a Aryamán como grija-pati (o sea como cuidador del hogar, o deidad hogareña o cuidador de la precedencia en un gran sacrificio).[1]
- ariamá-devā (‘Ariamán dios’): nombre de la mansión astrológica uttara phalgunī.[1]
- ariamá-daivata (‘devoto/a de Ariamán’): nombre de la mansión astrológica uttara phalgunī.[1]
- aryamā akhya (‘llamada Ariamán’): nombre de la mansión astrológica uttara phalgunī. Según el Ioga-iatra de Varāja Mijira.[1]
- Ariamá Bhūti y Ariamá Rādha: nombre de dos maestros védicos. Según el Vamsha-bráhmana.[1]
- aryamiá: íntimo, muy amistoso. Según el Rig-veda 5.85.7.[1]

## Similitud con otras divinidadesindoeuropeas
Se considera que el Ariamán del Rig-veda y el Airyaman del Zend-avesta ―que es el Yazata de la amistad y la curación― son el mismo personaje.[cita requerida]
En la tradición zoroástrica, el Airiaman avéstico se convirtió en el Erman (Ērmān) del idioma persa medio.
En la antigua mitología sajona, Irmin ―al que a menudo se identifica con el dios nórdico Odín― era el dios de la guerra y de las tormentas. Irmin deriva de algún antiguo dios protoindoeuropeo, del que derivó el indostánico Ariamán.
Los germanos llamaban a la Vía Láctea ‘el sendero de Irmin’.

## Otros usos
- Aryamaan - Brahmaand Ka Yodha (‘Ariamán, el guerrero del universo’), una serie televisiva india de superhéroes espaciales, protagonizada por Mukesh Khanna, y emitida en 2002.